# 聖戦のイベリア
『聖戦のイベリア』（せいせんのイベリア）は、Sound Horizonによる2枚目のメジャーシングル。2007年8月1日にキングレコードから発売された。

## 概要
スペインのイベリア半島を舞台とした戦争、レコンキスタの物語。女性ボーカル4人、男性ボーカル1人、4人のボイスアクターが出演している。
Sound Horizonの従来のアルバム（Story CD）に対して、新たに「Story Maxi」と称し、収録されている3曲で1つの物語を構成している。
CDは初回限定版と通常版が発売され、初回限定版には特典として「石畳の緋き悪魔」のPVを収録したDVDが付属している。また、ジャケットやブックレットのデザインにも違いがあり、それぞれセル画仕様となっている両者のジャケットを重ね合わせると、物語中のあるシーンを再現することができる。
アニメイトやとらのあな等の一部販売店では、店舗チェーンごとに異なる6種類のイラスト入りポストカードが数量限定の特典として付属していた。
他のアルバムのようなコンサートDVDは発売されていないが、ライブ写真集『Triumph 〜第二次領土拡大遠征の軌跡〜』に付属しているDVDにコンサートの様子が収録されている。
また、収録曲である「石畳の緋き悪魔」の“悪魔”の部分は、「シャイターン」と読む。

## 収録曲

### CD
1. 争いの系譜
2. 石畳の緋き悪魔
3. 侵略する者される者

### DVD
※初回限定版のみに付属
1. 石畳の緋き悪魔 MUSIC CLIP

## 制作・参加メンバー
作詞・作曲・編曲
- Revo

ボーカル
- Shaytân
- YUUKI
- RIKKI
- REMI
- KAORI

ナレーション
- Jimang
- Ike Nelson
- 飛田展男
- 深見梨加

ジャケットイラスト
- yokoyan

## プロモーションビデオ
出演者
- 石畳の緋き悪魔 - Shaytân
- 焔と契りし少女 - YUUKI
- 流浪の三姉妹 長女 - RIKKI
- 流浪の三姉妹 次女 - REMI
- 流浪の三姉妹 三女 - KAORI
- 離散の老預言者 - Jimang
- Revo（ギター）
- 石亀協子（ヴァイオリン）